# قنطريون بوستي
القنطريون البوستي واسمه العلمي (باللاتينية: Centaurea postii) نوع نباتي ينتمي إلى جنس القنطريون من الفصيلة النجمية.

## الموئل والانتشار
موطنه المشرق العربي.